# Aro Tolbukhin. En la mente del asesino
Aro Tolbukhin; En la mente del asesino es una película mexicana de 2002, escrito y dirigido por Isaac Pierre Racine, Agustí Villaronga, y Lydia Zimmermann. Fue elegida en 2003 para representar a México en la categoría de película extranjera de los Premios Óscar, aunque no alcanzó la nominación.

## Sinopsis
La película narra la historia de Aro Tolbukhin, un vendedor húngaro quien prende fuego a siete personas en una enfermería en una misión en Guatemala. La cinta sigue su vida desde la infancia en Hungría hasta su llegada a Guatemala, en un intento de determinar sus motivaciones.

## Reparto
- Daniel Giménez Cacho como Aro adulto.
- Carmen Beato como la hermana Carmen.
- Zoltán Józan como el pequeño Aro.
- Mariona Castillo como la joven Selma.
- Aram González como el joven Aro.
- Eva Fortea como la joven Selma.
- Jesús Ramos como el padre.
- Pepa Charro como Dada.